# Camino Real de Tierra Adentro
Camino Real de Tierra Adentro (volný český překlad Královská vnitrozemská cesta) byla obchodní cesta dlouhá přes 2500 km táhnoucí se ze Ciudad de México do Santa Fé. Procházela přes mexické státy México, Querétaro, Guanajuato, Jalisco, San Luis Potosí, Aguascalientes, Zacatecas, Durango a Chihuahua, dále pak Texas a Nové Mexiko ve Spojených státech amerických.

## Historie
Krátce po dobytí Tenochtitlánu začali španělští conquistadoři podnikat první výpravy ze Ciudad de México za účelem rozšíření nově nabytého panství a zajistit větší zdroje bohatství pro španělskou korunu. Ze začátku průzkumníci využívali systém cest původních indiánských národů, které byly využívány pro výměnu zboží mezi mezoamerickými kulturami (centrální a jižní Mexiko) a pueblovými indiány (sever Mexika a jihozápad USA). Na konci 16. století se severní cesta ustálila a dostala název Camino Real de Tierra Adentro. V koloniálním období nesloužila pouze pro transport zboží a materiálu (především stříbro z dolů v Guanajuatu, Zacatecas a San Luis Potosí), využívali ji i misionáři a noví osadníci.

## UNESCO
V roce 2010 byla část Královské vnitrozemské cesty zapsána na seznam světového kulturního dědictví UNESCO. Pod společným zápisem figuruje 55 různých lokalit rozmístěných po celé trase na mexickém území. Jedná se o historická centra měst, kláštery, kostely, školy, celé obce, kratší úseky stezky, mosty, haciendy a další.